# Aconitum habaense
Aconitum habaense är en ranunkelväxtart som beskrevs av Wen Tsai Wang. Aconitum habaense ingår i släktet stormhattar, och familjen ranunkelväxter. Inga underarter finns listade i Catalogue of Life.